# Pugh
Pugh är en samlingsbox om fyra skivor med den svenske rockartisten Pugh Rogefeldt. Boxen utgavs i februari 2003 på skivbolaget National.
Samlingen innehåller 75 låtar skrivna mellan 1965 och 2003, varav flera är tidigare outgivna. Med boxen följde ett 68 sidor långt texthäfte där Rogefeldt själv skrivit om sin karriär. Därtill följer även texter skrivna av bland andra producenten Anders Burman och Ola Salo. Häftet innehåller även exklusiva fotografier.
Boxen tilldelades 2004 en grammis i den öppna kategorin.

## Låtlista

### CD 1 (1965-1971)
1. "Här kommer natten"
2. "Surabaya Johnny"
3. "Jag har en guldgruva" (demoversion, outgiven)
4. "Föräldralåten"
5. "Skölj bort mig" (alt. version, outgiven)
6. "Jag sitter och gungar"
7. "Stinsen i Bro, del 1"
8. "Haru vart på cirkus"
9. "Små lätta moln"
10. "Förresten, jag heter John" (outgiven)
11. "Stenen som jag står på" (outgiven)
12. "Om du vill ha mig" (demoversion, outgiven)
13. "Hollywood" (demoversion, outgiven)
14. "Jag är himmel" (demoversion, outgiven)
15. "Ja dä va då de" (outgiven)
16. "Love, Love, Love"
17. "Små lätta psykoser" (demoversion, outgiven)
18. "Aindto" (demoversion, outgiven)

### CD 2 (1971-1974)
1. "Jag är en liten pojk"
2. "Visan om Bo"
3. "Långsamma timmar"
4. "Here Comes the Night" (live, outgiven)
5. "Storseglet" (demoversion, outgiven)
6. "Sovjet" (demoversion, outgiven)
7. "Grävmaskinen" (demoversion, outgiven)
8. "Mona" (demoversion, outgiven)
9. "Pizzasången/Dinga linga Lena" (demoversion, outgiven)
10. "Bä, bä vita lamm"
11. "Mamma håll ut"
12. "Max sång" (live, outgiven)
13. "Slavsång"
14. "Lejon"
15. "Susie Q"
16. "Yellow Prana" (outgiven)
17. "Nationalsång" (live, outgiven)
18. "Sången om Anna" (outgiven)
19. "Jag vill bli analyserad" (outgiven)

### CD 3 (1974-1978)
1. "Hog Farm"
2. "Silver Lona"
3. "Bolla och rulla"
4. "Dinga linga Lena"
5. "Grävmaskinen"
6. "Mona"
7. "Storseglet" (live)
8. "Små lätta moln" (live)
9. "Svarte Rudolf" (live, outgiven)
10. "Vandrar i ett regn" (live)
11. "Finns det lite stolthet kvar, finns det också hopp" (live)
12. "Sovjet" (live, outgiven)
13. "Kina" (live, outgiven)
14. "Amerika" (live, outgiven)
15. "Ett steg till" (live, outgiven)
16. "Jesus" (demoversion, outgiven)
17. "Backslider"
18. "Stor vit elefant"
19. "Nattmara"

### CD 4 (1978-2003)
1. "Det är aldrig för sent"
2. "Snart kommer det en vind"
3. "Det är en lång väg från landet till stan"
4. "Aftonfalken"
5. "Här kommer natten" (live)
6. "Surabaya Johnny" (live)
7. "Saskia"
8. "Två lika är ett"
9. "En ny rebell i byn"
10. "Mitt bästa för dig"
11. "Till Irland"
12. "Bröllopsklockor"
13. "Spårljus" (live)
14. "Kärlekens träd"
15. "Vår kommunale man"
16. "Stockholm"
17. "Pop o twist"
18. "Mechanical Love"
19. "Stormaren"

### Fotnoter
1. 1 2  ”Opluggad Pugh”. National. Arkiverad från originalet den 18 april 2013. https://archive.is/20130418074010/http://www.national.se/sv/component/content/article/215-pugh-rogefeldt-qopluggad-pughq. Läst 21 januari 2013.
2. ↑  ”Pugh”. National. Arkiverad från originalet den 18 april 2013. https://archive.is/20130418105822/http://www.national.se/sv/component/content/article/213-pugh-rogefeldt-qpugh-boxenq. Läst 21 januari 2013.
3. ↑  ”Grammisgalan 2004”. Musikhuset.se. http://www.musikhuset.se/galor/grammisgalan.2004.1.htm. Läst 21 januari 2013.